# FIFA Football 2005
FIFA Football 2005 er et fodboldspil i FIFA-serien udgivet af Electronic Arts (EA Sports) i oktober 2004.
Grundlæggende bygger 2005-versionen videre på tidligere udgaver af spillet; især FIFA Football 2003 og FIFA Football 2004. Spillet er overlegent på det grafiske niveau og på oplysninger om fodboldspillere og klubhold sammenlignet med andre fodboldspil i samme generation.
Det indeholder en forbedret version af "Off the ball control" introduceret i FIFA Football 2004. Desuden markedsføres spillet på "First-touch control," hvilket er ensbetydende med en innovativ og detaljeret kontrol over boldmodtagelse, tæmning og førstegangsaflevering.
Negativt kan man fremhæve et meget statisk gameplay, der virker fastlåst og ensartet efter en indlæringsperiode og desuden at computerspillets "fysik", dvs. boldens bevægelsesmønstre samt spillernes bevægelse af krop, arme og ben er underudviklet.
På spillets cover kunne man bl.a. se den kendte spanske angriber Fernando Morientes, som dengang spillede Real Madrid.
| computerspil | Spire Denne computerspilsrelaterede artikel er en spire som bør udbygges. Du er velkommen til at hjælpe Wikipedia ved at udvide den. |